# Río Collileufu
El río Collileufu es un curso de agua chilena que nace en la serranía costera al suroeste de Paillaco y fluye en dirección norte hasta desembocar en el río San Pedro en la localidad de Los Lagos (Chile), en la Región de Los Ríos. Es un río de orden 3 segúnn el índice de Strahler (Morisawa, 1968), con un caudal que varía considerablemente a lo largo del año (Parra, 2006). 
En sus aguas coexisten distintos tipos de sustrato, donde se han identificado especies como Aegla abtao, Aegla denticulata y Aegla araucaniensis (Parra, 1890).

## Trayecto
El río Collileufu nace en la serranía costera al suroeste de Paillaco y fluye en dirección al norte hasta desaembocar en el río San Pedro en la localidad de Los Lagos. En su ribera oeste, su curso es acompañado por la línea férrea que refleja su relevancia histórica para la conectividad regional. 
En el sector Lipingue existe un acceso utilizado como balneario. La ribera oeste está caracterizada por grandes predios forestales, mientras que en la ribera este predominan predios agropecuarios de menor escala.

## Caudal y régimen
El río Collileufú posee una estación fluviométrica en su cauce inferior ubicada muy cerca de su junta con el río Calle Calle, en su paso por la ciudad de Los Lagos, a 25 m s. n. m.: 48 
La subcuenca del río Calle-Calle que incluye las subcuencas de sus principales afluentes, los ríos San Pedro y Collileufú presentan un claro régimen pluvial, con excepción del río Liquiñe (afluente del lago Neltume), que posee un régimen pluvio–nival. 
En años lluviosos, las crecidas ocurren entre junio y agosto, resultado de importantes aportes pluviales, mienrtras que los menores escurrimientos se observan entre enero y marzo. En años secos o normales, esta estacionalidad de mantiene, con los mayores caudales entre junio y agosto y los menores caudales entre enero y marzo.: 51 
El río Collileufu es de orden 3 según el índice de Strahler (Morisawa, 1968), y presenta una amplia variabilidad de caudal durante el año (Parra, 2006). Durante el verano, se ha medido una conductividad de 41,5 us/cm, lo cual indica una baja concentración de sales disueltas, carasterísticas de cuerpos de agua relativamente limpios (Humedales de los Ríos).

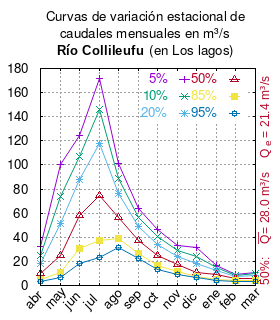
Curvas de variación estacional del río Collileufu al pasar por la ciudad de Los Lagos.

El caudal del río (en un lugar fijo) varía en el tiempo, por lo que existen varias formas de representarlo. Una de ellas son las curvas de variación estacional que, tras largos periodos de mediciones, predicen estadísticamente el caudal mínimo que lleva el río con una probabilidad dada, llamada probabilidad de excedencia. La curva de color rojo ocre (con {\displaystyle {\color {Red}\vartriangle }}) muestra los caudales mensuales con probabilidad de excedencia de un 50%. Esto quiere decir que ese mes se han medido igual cantidad de caudales mayores que caudales menores a esa cantidad. Eso es la mediana (estadística), que se denota Qe, de la serie de caudales de ese mes. La media (estadística) es el promedio matemático de los caudales de ese mes y se denota {\displaystyle {\overline {Q}}}. 
Una vez calculados para cada mes, ambos valores son calculados para todo el año y pueden ser leídos en la columna vertical al lado derecho del diagrama. El significado de la probabilidad de excedencia del 5% es que, estadísticamente, el caudal es mayor solo una vez cada 20 años, el de 10% una vez cada 10 años, el de 20% una vez cada 5 años, el de 85% quince veces cada 16 años y la de 95% diecisiete veces cada 18 años. Dicho de otra forma, el 5% es el caudal de años extremadamente lluviosos, el 95% es el caudal de años extremadamente secos. De la estación de las crecidas puede deducirse si el caudal depende de las lluvias (mayo-julio) o del derretimiento de las nieves (septiembre-enero).

## Historia
Francisco Solano Asta-Buruaga y Cienfuegos escribió en 1899 en su obra póstuma Diccionario Geográfico de la República de Chile sobre el río:
Collilevu.-—Afluente de la izquierda del río Callacalla. Nace de unos cerros montuosos que se levantan á pocos kilómetros de su banda sur en el mismo departamento de Valdivia y corre al N. á desembocar como cinco kilómetros más abajo de la confluencia del riachuelo de Quinchilca con aquel río. Á una distancia moderada de su boca forma una vistosa cascada, y hasta aquí es navegable para barcas. Suelen darle el nombre de Colileuvu y Collileufu (Collileuvu).
La Municipalidad de Los Lagos lo llama "Collilefu" en su publicación Modificación Plan Regulador Comunal de Los Lagos, Astaburuaga lo registra bajo el nombre "Collilevu" en su diccionario geográfico, pero advierte que también se le llama Colileuvu, Collileufu y Collileuvu.
El río Collileufu está estrechamente ligado a la historia ferroviaria de la Región de Los Ríos. Su ribera oeste ha sido históricamente acompañada por una línea férrea, la cual fue fundamental para el transporte de personas y carga en el pasado, especialmente entre las localidades de Paillaco, Reumén y Los Lagos.

## Población, economía y ecología
Un estudio del Instituto Forestal (INFOR, 2014) relevó el impacto del déficit hídrico en la zona. Se encuestaron 19 personas (12 hombres y 7 mujeres) de sectores como Reumén, El Salto, Pichiquema y Lumaco, con una edad promedio de 49 años, todos afectados por la escasez de agua. 
Percepción del cambio climático
El 99,5% de los encuestados en un estudio de Quijada (2019) asoció el cambio climático con la disminución de las precipitaciones, cambios en la duración de las estaciones y aumento de las temperaturas.
Biodiversidad
En el humedal del río Collileufu se identificaron 27 especies de fauna: 25 aves, 1 anfibio y 1 reptil, agrupadas en 20 familias. Las aves más representadas fueron  La diversidad de fauna observada se agrupa en 18 familias de aves, una familia de anfibios y una de reptiles. Las familias de aves más representadas se encuentran Furnariidae (4 especies), rhinocryptidae (3 especies) y thrannidae (3 especies).

Este humedal forma parte del Inventario de Humedales de la Región de Los Ríos y constituye un ecosistema relevante por su biodiversidad, conectividad ecológica y valor cultural. La presencia de especies nativas y endémicas resalta la importancia de su conservación, especialmente frente a las amenazas del desarrollo urbano y el cambio climático.